# Aplorhinus
Aplorhinus is een geslacht van vliesvleugeligen uit de familie bronswespen (Chalcididae). De wetenschappelijke naam van dit geslacht is voor het eerst geldig gepubliceerd in 1924 door Masi.

## Soorten
Het geslacht Aplorhinus is monotypisch en omvat slechts de volgende soort:
- Aplorhinus bakeri Masi, 1924